# Atrophia Red Sun
Atrophia Red Sun ist eine polnische Progressive-Death- und Industrial-Metal-Band aus Krakau, die im Jahr 1994 gegründet wurde, sich 2005 auflöste und noch im selben Jahr neu gegründet wurde.

## Geschichte
Die Band wurde im Jahr 1994 von dem Keyboarder Piotr „VX The Mind Ripper“ Kopeć gegründet. Weitere Mitglieder um ihn waren anfangs der Sänger Adrian „Covan“ Kowanek (Decapitated), die Gitarristen Piotr „Pita“ Stepkowski und Marcin „Bochaj“ Bochajewski, der Bassist Michał „Banan“ Nasiadka und der Schlagzeuger Paweł „Grzechotka“ Węgrzyn. Das Debütalbum Painful Love… erschien im Jahr 1995 über Croon Records, ehe 1997 das zweite unter dem Namen Fears folgte. In den Jahren 1998 und 1999 änderte sich die Bandbesetzung mehrfach, indem sich die Gruppe von beiden Gitarristen und ihrem Bassisten trennte. Ab 1999 übernahm Rafał „Kastor“ Kastory (ex-Lux Occulta, Sceptic) die E-Gitarre, während Paweł „Fafson“ Kolasa (Sceptic) den Bass spielte. Kolasa wurde im Jahr 2000 wiederum durch Grzegorz „Felix“ Feliks (Sceptic) ersetzt. In den Jahren 2001 und 2002 nahm die Gruppe jeweils ein Demo auf, ehe im Jahr 2003 Milosz „Milo“ Likowski als neuer Schlagzeuger zur Band kam. Daraufhin erschien noch im selben Jahr das Album Twisted Logic. Bisher hatte die Band unter anderem zusammen mit Cemetery of Scream, Crionics, Decapitated, Helloween, Lux Occulta, Neolith, Neolithic, Rage, Quo Vadis, Sceptic, Thy Disease, Trauma, Virgin Snatch und Vader gespielt. Zudem trat sie 2004 auf dem Metalmania auf und spielte zudem auch auf dem Mystic Festival, auf dem auch Iron Maiden, Kat, Helloween, Rage und Frontside spielten. Im April 2005 kam es zur Auflösung der Band, ehe sie Piotr Kopeć im November desselben Jahres neu formierte. Die Band veröffentlichte danach keine weiteren Alben und spielte ohne Gitarristen. Sänger Kowanek hatte die Band verlassen, um Decapitated beizutreten. Nach dem Unfall des Tourbusses von Decapitated im November 2007, bei dem deren Schlagzeuger  Witold „Vitek“ Kieltyka getötet und Kowanek selbst schwer verletzt wurde, konnte Kowanek durch seine schweren Verletzungen nicht mehr den Beruf des Musikers ausüben.

## Stil
Laut Deviator von Vampster spielt die Band auf Twisted Logic eine komplexe Mischung aus progressivem Death- und Industrial-Metal. Letzteres werde vor allem durch die „klinische Abmischung“ und den Einsatz von Samples bewirkt. Der Gesang bewege sich in allen Tonlagen. Zudem könne man auch gelegentlich Thrash-Metal-Einflüsse hören.  Im Lied Code Word (Personal) Cold World sei „Gekeife“ zu hören, das an Black Metal erinnere.

## Diskografie
- 1995: Painful Love… (Album, Croon Records)
- 1997: Fears (Album, Morbid Noizz Productions)
- 2001: Promo 2001 (Demo, Eigenveröffentlichung)
- 2002: Demo 2001 (Demo, Eigenveröffentlichung)
- 2003: Twisted Logic (Album, Empire Records)